# Limana
Limana è un comune italiano di 5 396 abitanti della provincia di Belluno in Veneto.
Il comune si trova al centro della Valbelluna e il suo territorio si stende lungo il versante settentrionale delle Prealpi Bellunesi, dai 320 m sul greto del Piave ai 1 468 m del Monte Pezza. Il capoluogo comunale dista circa 4 km dalla città di Belluno.
Il comune appartiene all'Unione Montana Val Belluna.

## Geografia fisica

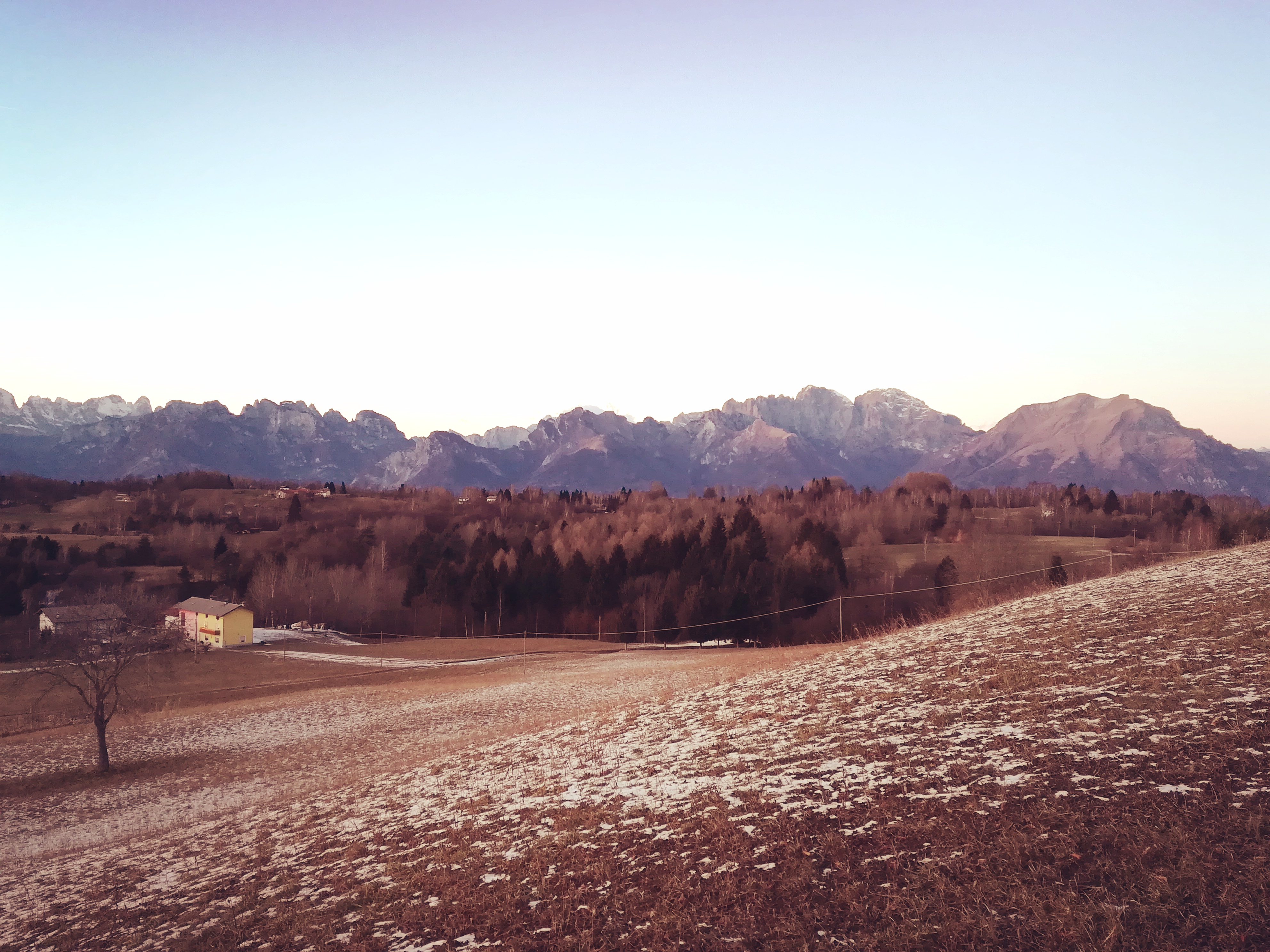
L'altopiano della Valpiana

### Idrografia
Il comune è attraversato dal fiume Piave lungo il suo confine settentrionale, mentre l'intero territorio è percorso da numerosi altri corsi minori, tra cui si ricordano:
- Torrente Limana
- Torrente Cicogna
- Torrente Refos
- Torrente Federana
- Torrente Lavedin
- Torrente Comenda
- Rio Baorche
- Rio Pissador

### Orografia
Il territorio è inserito nel sistema montuoso delle Prealpi bellunesi nella dorsale Cesen-Visentin, che lo separa dalla val Lapisina. La zona pedemontana, formata da depositi glaciali dove si trovano diversi massi erratici, è bruscamente interrotta da una lunga falesia di roccia che delimita la zona montana del comune. I rilievi più significativi sono:
- Monte Pezza (1 468 m)
- Col delle Poiatte (1 341 m)
- Monte Cor (1 322 m)
- Monte Sambuga (1 237 m)
- Col del Balcon (918 m)
- Monte San Pietro in Tuba (796 m)

Diversi sono gli altopiani che si alternano tra le valli, i più importanti sono:
- Pian de le Femene (1 170 m)
- Montegal (906 m)
- Valpiana (836 m)

## Origini del nome
È un toponimo documentato dall'anno 1184, e deriva dal nome del fiume Limana che ivi scorre, già ricordato nel 794 fluvii Limana ... sicut Limana currit in Plave, che dovrebbe la propria origine al latino līmen ‘confine’; tale confine sarebbe sia quello tra i municipia di Belluno e Oderzo sia quello, assai più importante, fra le diocesi di Belluno e Ceneda (quest'ultima sotto Vittorio Veneto). Ciò nonostante, è stato proposto che Limana possa sì essere derivato dal latino līmen, ma non direttamente, dato l'accento del toponimo. Successivamente è stato proposto anche l'accostamento al latino imago, -inis, ‘cappelletta’ o ‘tabernacolo‘, attraverso *Imaina (da confrontare con il friulano Maina), (L')Imana (da confrontare con Imana presso Predazzo in Trentino). Altri propendono per una derivazione dal latino imus, attraverso *imanus, nel senso di ‘luogo posto in basso’.

## Storia

### Preistoria
Le prime tracce della presenza dell'uomo nel territorio di Limana si fanno risalire al Neolitico, 5 000 anni fa. Testimonianza dei ritrovamenti di manufatti litici nei dintorni del Pian delle Femene fanno pensare che le prime zone abitate furono quelle dei crinali prealpini; in posizioni strategiche e raggiungibili più facilmente dalla Pianura Padana. Altri ritrovamenti che vanno dal tardo Neolitico all'età del bronzo sono stati fatti nelle zone di Cros e Triches. In quest'ultima località si era costituito un vero e proprio villaggio.
Nell'età del bronzo sorsero i primi "castellieri", nel territorio di Limana fu eretto un villaggio fortificato nel Colle di San Pietro in Tuba, futura area del castello omonimo.

### Periodo romano
Il ritrovamento di due monete romane (350-270 a.C.) nel letto del torrente Limana, testimoniano come dal II secolo a.C. anche il territorio di Limana ebbe l'influenza della cultura romana. Il comune apparteneva alla municipalità di Belluno, che confinava con quella di Oderzo. Nel paese di Canè fin dal XVI secolo è murata nella chiesa di San Biagio un'urna funeraria romana, in pietra calcarea bianca databile al I secolo d.C. L'iscrizione riporta il ricordo di Marco Giunio Massimo iscritto alla tribù Papiria di Belluno, sepolto in questo luogo. Altri ritrovamenti meno significanti sono circa un centinaio di cippi di pietra intagliati dall'utilizzo sconosciuto. Il territorio era attraversato da più di una strada romana.

### Medioevo
La storia medievale segue a pari passo quella della vicina Belluno. Numerosi fortilizi sorsero a difesa della zona e delle strade, dal più importante castello di San Pietro in Tuba ai presidi minori sparsi in tutto il territorio, come ad esempio il fortilizio di Limana, il villaggio fortificato di Madonna Parè. Il territorio fu dimora dei Cavalieri Templari e successivamente di quelli Teutonici. L'attuale comune era sotto la giurisdizione della Pieve di Limana, tra le più antiche di tutta la provincia (sorta intorno all'anno 1000 sotto il nome di Santa Giustina).
Il territorio fu conteso per secoli tra Repubblica di Venezia e Sacro Romano Impero. intorno al XIV secolo il territorio venne conquistato dai tedeschi, e fu eletto priore di San Pietro in Tuba Corrado di Baviera. Intorno al XV secolo tutta la Valbelluna fu ceduta al controllo dei Carraresi e in seguito ai veneziani, che dominarono per quasi quattro secoli.
Il comune possiede due patroni: santa Giustina e dal 1846 anche san Valentino.
- Santa Giustina: a lei è dedicata la parrocchia (Santa Giustina in Limana).

Titolare della vecchia parrocchiale, ora dedicata a santa Barbara (4 dicembre), è titolare della odierna chiesa parrocchiale.
La festa della patrona ricorre il 7 ottobre e si celebra la domenica più vicina a questa data (solitamente la prima di ottobre).
Nella parrocchiale se ne conservano alcune reliquie donate il 2 ottobre 1796.
- San Valentino, divenne compatrono del paese quando vennero donate le sue reliquie da papa Gregorio XVI, nel 1846, all'allora Arciprete Don Mariano Corrà. Oggi sono conservate nell'altare di sant'Agnese nella chiesa arcipretale. L'autenticità delle reliquie sembra essere certa, ma il possesso viene conteso da tempo tra Limana, Senigallia e Terni, entrambe dichiarano di possedere le spoglie del santo.

In realtà sembrerebbe che il patrono di Limana sia san Valentino presbitero e martire (così è rappresentato dalla statua posta nella parte destra dell'altare maggiore), mentre le reliquie presenti a Senigallia e Terni siano del corpo di san Valentino Vescovo e martire (Venerato l'8 gennaio).
Secondo alcuni studiosi, questi due santi sarebbero la stessa persona (prima ordinato presbitero e poi nominato vescovo).
Ad oggi ancora non si conosce quale sia il racconto più veritiero.

### Periodo austriaco
Il dominio di Venezia terminò nel 1797, quando Napoleone Bonaparte cedette il Veneto all'Austria. in seguito Limana fu più volte sotto il dominio francese e austriaco, solo nel 1816 fu definitivamente sotto l'Impero austro-ungarico e vi rimase fino all'annessione al Regno d'Italia avvenuta nel 1866.

### Storia della municipalità
Fino al 1806 il territorio di Limana apparteneva alla città di Belluno, le frazioni di Limana erano gestite dalle Regole, rette da un corpo amministrativo che era formato dal Marigo (Sindaco) e dai Massari. Con queste regole, le frazioni gestivano il proprio patrimonio comune (boschi, pascoli e simili), seguendo degli Statuti. In seguito, i rapporti con Belluno si distaccarono e portarono alla formazione del "Comune del Contado" che riuniva le "Regole" della stessa "Pievania" di Limana. Il comune era retto dal Consiglio dei Nobili. La sede del Circondario di Limana era nel Palazzo detto del Comune (Palazzo Trois) a Pieve di Limana. Con l'arrivo di Napoleone e il passaggio al governo francese, il territorio di Limana venne frazionato in cinque comuni: Pieve di Limana, Triches, Tibolla, Dussoi e Giaon. Così cessavano le "Regole" e entravano in vigore cinque nuovi Sindaci, che amministravano territori indipendenti.
Nel 1816, con la fine del periodo francese, tornò il dominio austriaco che ripristinò gli statuti precedenti.
Con l'annessione al Regno d'Italia, intorno al 1871 si istituisce l'odierno comune. Il primo capoluogo era nell'odierna Pieve di Limana che da sempre era il centro amministrativo e religioso del territorio. Nel corso del Novecento con la costruzione delle nuove vie di comunicazione il paese di Limana decade e il nuovo centro si spostò nella frazione di Dussoi, che dagli anni sessanta venne rinominata Limana Capoluogo.

### Simboli
Lo stemma di Limana è stato concesso con regio decreto del 25 aprile 1901.
Il gonfalone, concesso con D.P.R. del 17 dicembre 1953, è un drappo partito di azzurro e di bianco.

## Il centro
Il centro di Limana si è sviluppato a partire dal nucleo storico di Dussoi, un centro rurale posto nel fondovalle sopra un dosso glaciale da cui prende la tipica forma insediativa allungata. Sede dell'antica Regola di Dussoi e successivamente dell'omonimo comune durante la dominazione francese, diventa capoluogo del comune di Limana nei primi decenni del XX secolo, quando la sede religiosa e amministrativa del comune venne spostata qui dall'attuale frazione di Pieve di Limana. Negli anni successivi venne cambiato anche il toponimo da Dussoi a Limana (capoluogo).
Il fulcro più antico è probabilmente l'avamposto militare dell'XI secolo, trasformato nei secoli successivi in residenza nobiliare, il cui attuale aspetto deriva dall'ultima trasformazione settecentesca del palazzo Pagani Cesa, oggi municipio. Nei locali e ancora visibile il basamento della torre del fortilizio.
Nella piazza principale intitolata a Florido Lorenzi (partigiano martire limanese) si innalza l'arcipretale di Santa Giustina. All'interno sono conservate le spoglie del compatrono san Valentino, due altari lignei risalenti al XVII secolo, una tela di Nicolò de Barpi del 1634 e un calice d'argento di scuola romana. Il coro è decorato da un ciclo di affreschi del pittore Cortellezzi di Milano. Al centro della piazza sorge il Monumento ai caduti delle due guerre mondiali.
Nel quartiere di Mane sorge il complesso settecentesco di villa Barcelloni, fortemente compromesso dopo l'abbandono durante la prima guerra mondiale e più recentemente accerchiato da costruzioni residenziali che hanno completamente mutato il progetto originario. Nelle vicinanze era presente la chiesa di San Nicolò de Mane, danneggiata dal terremoto del 1936 e quindi demolita.

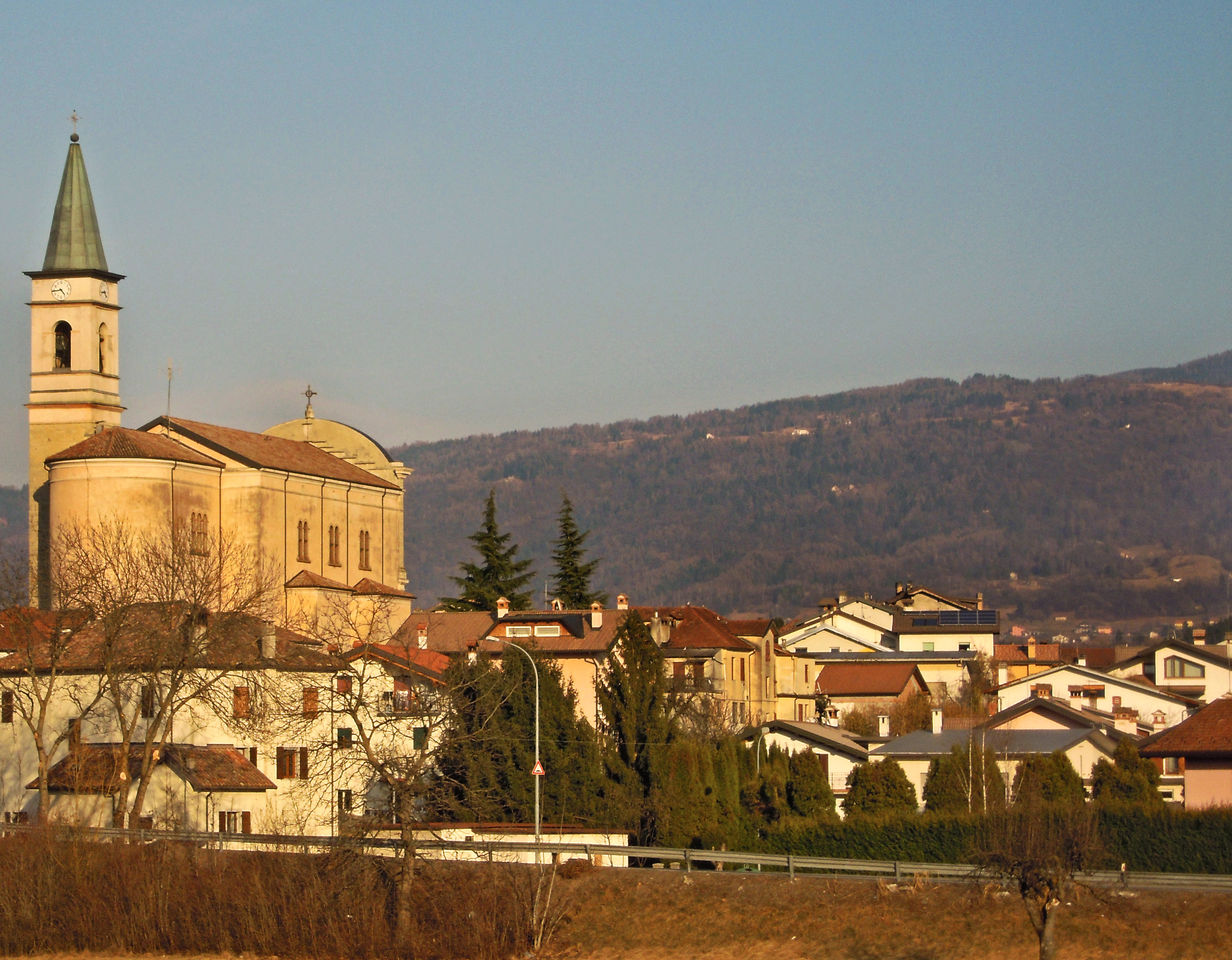
Il centro di Limana, vista sul rione Dussoi

Nella piazzetta Agostino Piol (partigiano limanese) sorge il palazzo del Vecio Comun. In passato ha ospitato la prima scuola locale e successivamente la sede comunale fino ai primi anni novanta del Novecento. Il suo aspetto è stato compromesso durante alcune trasformazioni nel secolo scorso. Oggi è sede di alcuni uffici pubblici.
Il principale luogo di culto, fino alla costruzione dell'odierna arcipretale, era la chiesa di San Silvestro dove, nel suo sagrato si riunivano i rappresentanti delle Regole del Contado Limanese. La chiesa fu demolita all'inizio del XX secolo. Presso il centro sorgevano anche la chiesa di San Paolo di Sotto (o da Rot) e quella di Sant'Andrea, anch'esse oggi scomparse.
A partire dai primi anni 2000 vi è stata una consistente lottizzazione della campagna circostante che ha dato vita a una urbanizzazione diffusa inglobando antiche contrade e trasformato in modo consistente il paesaggio rurale del fondovalle.
Rioni:
- Dussoi (nucleo storico).
- Sampoi. Quartiere realizzato a partire dalla seconda metà del Novecento nelle campagne a nord del centro storico e consolidato negli anni 1990. Il toponimo deriva probabilmente da San Pol da Rot, antico nome che prende a sua volta origine dalla presenza dell'antica chiesa di San Paolo, oggi scomparsa.
- Baorche. Chiamato anche "Le Baorche" è un quartiere ai piedi del centro storico attraversato dall'omonimo corso d'acqua. Sede di antichi opifici e mulini, oggi è in parte occupato da una zona produttiva. Il toponimo, attestato già dal 1548, deriva da "bifurca", ovvero diramazione di canali, a indicare probabilmente la presenza di rogge.
- La Cal. L'etimologia deriva da "callis" ovvero strada carrareccia e indica probabilmente una antica centuriazione romana. Oggi il quartiere è esito di una lottizzazione che ha inglobato diverse antiche case sparse.
- Mane. Nucleo storico sviluppato attorno alla settecentesca villa Barcellona Corte. Oggi attorniato da recenti lottizzazioni. Il nome probabilmente deriva dal latino "imago" a indicare la presenza di un altarino. A Mane sorgeva la chiesa di San Nicolò de Mane, distrutta dopo il terremoto del 1936.

## Monumenti e luoghi d'interesse

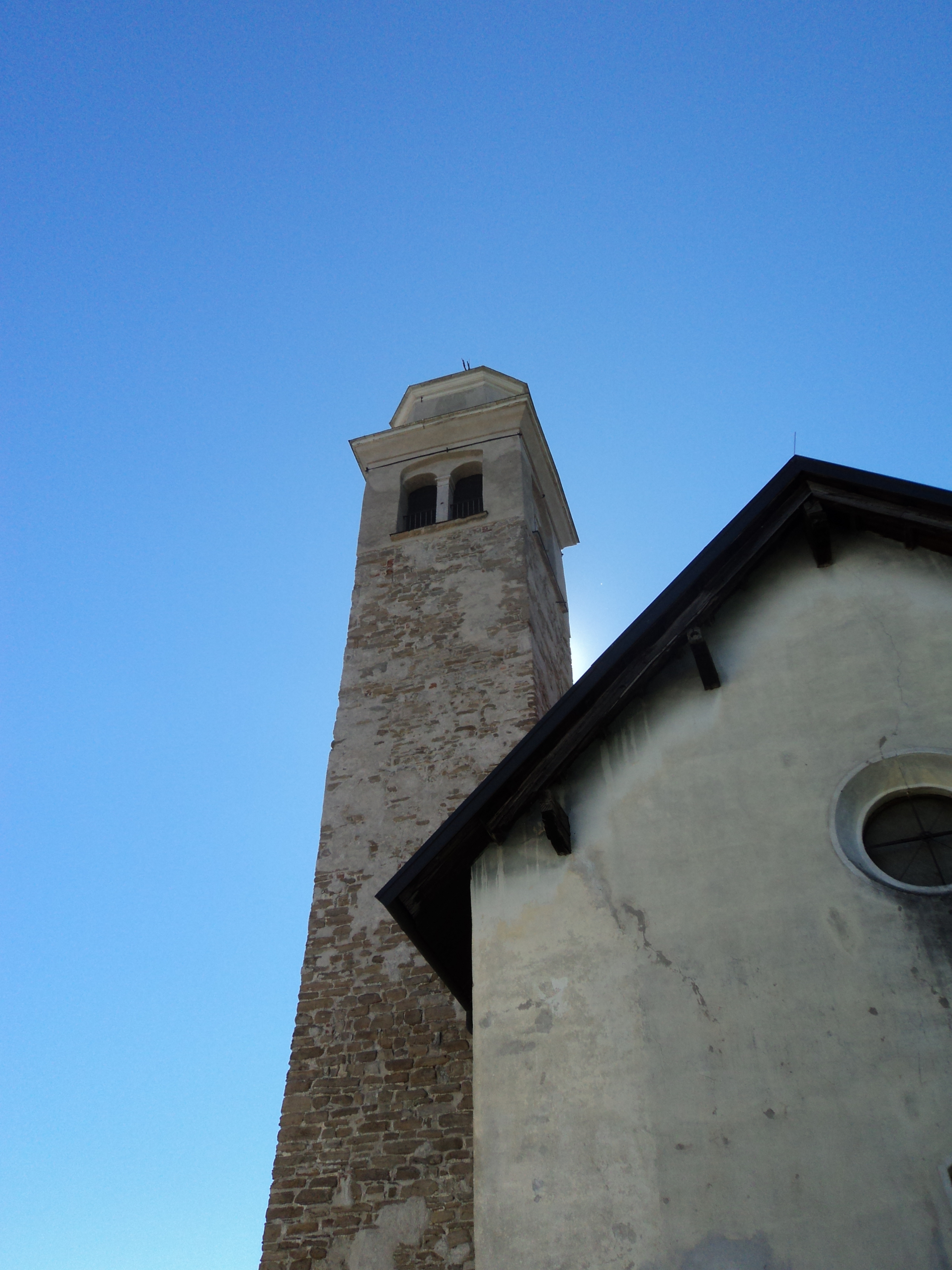
Il campanile della chiesa di Santa Barbara

### Architetture religiose
- Arcipretale di Santa Giustina

La chiesa parrocchiale di Limana fu terminata nel 1905 e consacrata cinque anni dopo; all'interno conserva alcune sacre reliquie di San Valentino, donate da papa Gregorio XVI.
- Santuario di Madonna Parè

Sopra il paese di Giaon si trova il santuario di Madonna Parè (XVI secolo) raggiungibile da una suggestiva Via Crucis (XIX secolo). La fondazione della chiesa si fa risalire all'Alto Medioevo e pare si trovi nel sedime di un precedente luogo di culto. Il nome Parè sembra derivare da un termine dialettale "dei parens" che significa "genitrice di Dio". Durante recenti restauri, sono venuti alla luce degli affreschi di epoca cinquecentesca, attribuiti a Giovanni da Mel. Al santuario è legata la leggendaria figura dell'eremita Giacomo Tison che si ritirò nel santuario alla fine del Settecento, in una dimora ora scomparsa, che si intravede dipinta nell'affresco di Girolamo Moech all'interno della chiesa. Al santuario è dedicato anche un romanzo, scritto da Giosuè Fagherazzi, che narra gli avvenimenti nella Valbelluna all'arrivo di Napoleone. Questa chiesa fu uno dei luoghi di ispirazione dello scrittore Dino Buzzati.
- Via Crucis di Madonna Parè

Questo sentiero si arrampica sulle pendici delle Prealpi Bellunesi, dall'abitato di Giaon fino al santuario omonimo. Il percorso e le stazioni furono costruiti nel 1842, in seguito a dei lavori di restauro del santuario sovrastante. Durante la seconda guerra mondiale la sistemazione del percorso diventò oggetto di un voto popolare per la fine delle attività belliche. Nel 1946 la Via Crucis fu risistemata e ogni stazione fu restaurata e decorata da dipinti di Luigi Vardanega da una frazione comunale, il cui nome è dipinto sul lato meridionale di ciascun sacello. Nuovi lavori di restauro si sono compiuti nel 2013, con il recupero dei camminamento e la sostituzione dei precedenti dipinti con nuove opere lignee.
- Pieve di Santa Barbara (chiesa madre)

La chiesa di Santa Barbara (in origine Santa Giustina) risale certamente al 1184 e rimase sede arcipretale fino al 1905. L'edificio in stile romanico è composto da un'unica navata rettangolare con una copertura lignea sostenuta da capriate. Conserva l'altare maggiore del XVII secolo, con la pala della Beata Vergine, attribuita a Francesco Frigimelica il Vecchio. All'esterno, sul lato sud-est si trova il campanile la cui cella è aperta da una bifora su ogni lato ed è sormontata da un tamburo. A metà del XIX secolo la chiesa venne chiusa al culto poiché considerata "non adeguata". Durante la prima guerra mondiale venne distrutto il portico del battistero e l'ex chiesa venne utilizzata come magazzino dei carri dell'artiglieria. La chiesa successivamente fu riaperta al pubblico e riconsacrata, il campanile e stato oggetto di recenti restauri.
- Santuario di San Zenone al bosco

Questa costruzione è aggrappata a un grande masso in parte spianato artificialmente e a strapiombo sul sottostante paese di Polentes. La data di fondazione è sconosciuta, ma data la posizione isolata e nelle stesse caratteristiche geografiche del santuario del Parè si pensa a una costruzione antica. Nel Medioevo era meta di pellegrinaggi, aumentati dopo la chiusura della vicina chiesa del castello San Pietro in Tuba. La sua costruzione è legata a folkloristiche leggende: la prima era che i massi preparati nel cantiere al centro del paese, durante la notte si spostassero inspiegabilmente sulla sommità della roccia; l'altra racconta del passaggio di San Zenone che qui aveva riposato, e in suo onore, la popolazione lì eresse una chiesa. L'edificio a lungo diroccato venne restaurato a inizi del Novecento da una nobile contessa di Limana.
- Sacello di Santa Rita in Valpiana

Il piccolo edificio religioso sorge nella Valpiana, ultimato nel 1973 richiama l'opera letteraria I miracoli di Val Morel, liberamente ispirata a questi luoghi, dello scrittore bellunese Dino Buzzati.
L'edificio sorge proprio nell'altopiano dove lo scrittore aveva immaginato la presenza del santuario dedicato a Rita da Cascia correlato dai famosi trentanove ex voto.
"e proprio là dove gli opposti declivi si congiungevano, a pochi metri da un precipitoso ruscello, ora secco, sorgeva uno di quei rozzi tabernacoli."
Nell'edificio trova posto un quadro realizzato dallo stesso Buzzati, raffigurante la santa attorniata da alcune immagini richiamanti il tema degli ex voto, svincolati pero dal racconto.
Esiste poi un patrimonio diffuso di chiese e cappelle rurali, alcune molto antiche, al centro dei piccoli paesi o lungo cammini montani.
- Chiesa dei Santi Pietro e Paolo a Cesa
- Chiesa dei Santi Filippo e Giacomo a Giaon
- Chiesa di San Bartolomeo a Triches (XVI secolo)
- Ruderi della Chiesa dei Santi Vittore e Corona nel nucleo storico di Polentes
- Chiesa dei Santi Vittore e Corona a Polentes (XX secolo)
- Chiesa di Sant'Antonio da Padova a Valmorel (XIX secolo)
- Cappella di Santa Lucia a Centore
- Chiesa di San Martino di Tours a Navata
- Chiesa di San Biagio di Canè
- Chiesa di San Michele Arcangelo di Villa
- Chiesa di San Giovanni Battista in Valtibolla
- Cappella di Sant'Antonio Abate a Ricomes

### Siti archeologici
- Villaggio fortificato Madonna Parè

Appena sopra il santuario di Madonna Parè si trovano i resti di un antico villaggio fortificato di epoca altomedievale. Intorno agli anni settanta del XX secolo, in questo sito furono rinvenuti molti reperti archeologici: utensili, armi, gioielli, ecc. La struttura del complesso è inserita nella morfologia particolare della zona: la presenza di grossi massi isolati che permettevano una miglior difesa del borgo. Le fortificazioni sono maggiori nella zona a nord verso la Valbelluna e minori verso la montagna (sud). All'interno della cerchia muraria si ritrovano alcuni perimetri delle abitazioni di piccole dimensioni.
- Monte San Pietro in Tuba

Intorno all'anno 1000, nel colle che apre la Valpiana venne costruito il castello di San Pietro in Tuba, nome che deriva dagli antichi sigilli dell'ordine dei Cavalieri Templari, che furono anche i primi proprietari della fortezza. Dopo una fase di abbandono a metà del XIV secolo, il castello passò ai cavalieri dell'Ordine teutonico. Il castello, insieme alle altre fortezze della Valbelluna, costituiva una strategica linea tra i possedimenti tedeschi e veneziani.
Nel 1351 il nobile Brocca da Castello venne bandito dalla città di Belluno dal Patriarca di Aquileia, sotto ordine dell'Imperatore tedesco. Questo per vendicarsi scelse il castello di San Pietro in Tuba per attuare un attentato contro il vicario dell'Imperatore, che spesso passava nella strada sotto le mura del castello. Per riuscirci aveva bisogno dell'appoggio dei cavalieri Teutonici. Alla fine però entro in contrasto con questi, quindi il piano saltò e il nobile venne condannato. Questo evento storico viene ricordato come "La Congiura di Brocca da Castello".
Nel 1366 le fortezze dei Carraresi furono distrutte dai veneziani; il castello strettamente collegato a esse fu abbandonato. Nelle rovine del castello fu fondato un monastero dai monaci cistercensi che vi rimasero fino al 1578. Dopo l'abbandono dei monaci, nel colle rimase solo la chiesa di San Pietro, distrutta poi a metà del Settecento.

### Architetture civili
- Palazzo dei Canonici a Pieve di Limana (XVII secolo). L'edificio era sede dei canonici dell'antica pieve di Limana. L'edificio raccoglieva la piccola comunità di canonici che qui passavano soggiorni di villeggiatura, periodi di studio o amministravano le terre della pievania. Nei locali era presente un'antica biblioteca, oggi scomparsa. Qui soggiornò, alla fine del XV secolo, con l'incarico di pievano, Pierio Valeriano importante teologo e umanista. L'edificio è composto da una facciata con logge sovrapposte, quella a pian terreno con tre grandi arcate. Il cortile chiuso è accessibile da due grandi portoni, uno verso la strada e uno verso la vicina chiesa di Santa Barbara.
- Latteria turnaria di Valmorel posta nella piazza dell'omonimo paese è stata costruita nel 1938, a oggi è l'ultima latteria con metodo turnario esistente nel bellunese.

### Ville venete

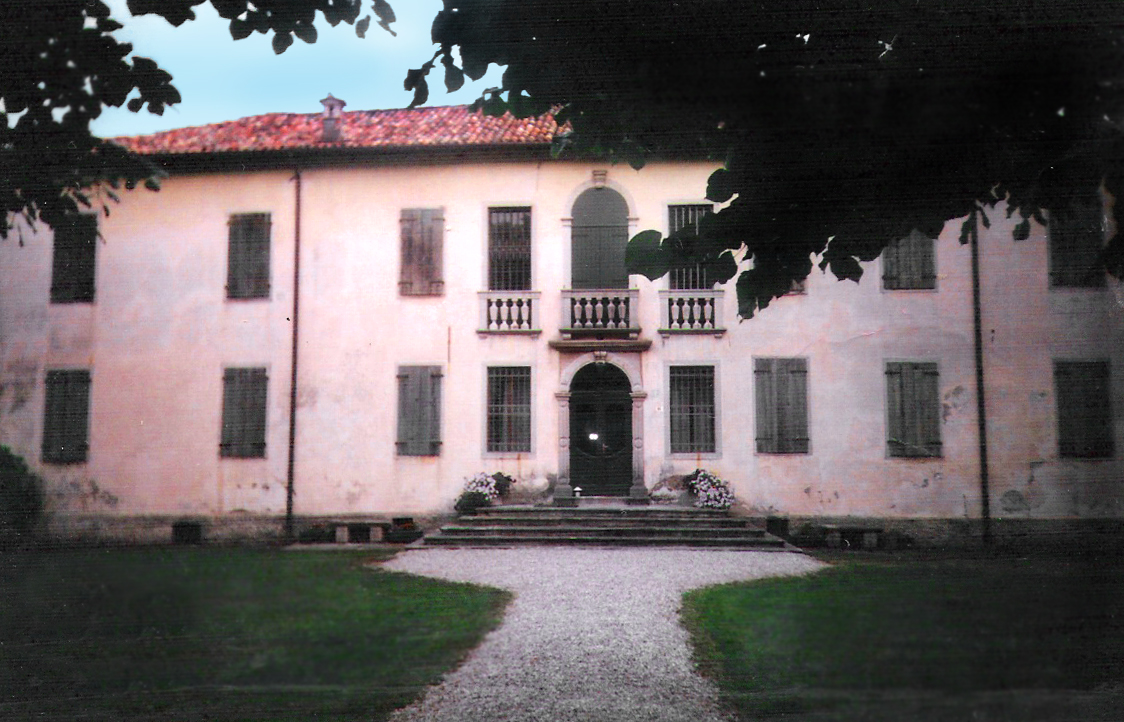
Villa Piloni-Castello

A partire dal XVI secolo le nobili famiglie Bellunesi iniziarono a costruire numerose ville venete in tutto il territorio comunale. Le più significative sono:
- Villa Piloni a Cesa di Limana (XVIII secolo). Il complesso fu costruito dalla nobile e potente famiglia bellunese dei Piloni (attuali proprietari). La villa era circondata da un vasto parco disegnato dal giardiniere di Versailles Alexandre Poiteau, venuto nel bellunese al seguito delle truppe napoleoniche. L'aspetto del parco è oggi molto mutato: gran parte dei manufatti di decorazione sono scomparsi, mentre alcune aree sono state coinvolte da processi di avanzamento del bosco. L'edificio era pensato come casino di caccia, ed è tuttora decorato da alcune tele della scuola di Sebastiano Ricci. Nel cortile sorgeva la cappella di San Giorgio, demolita a metà del secolo scorso. Attorno al corpo centrale si articolano gli annessi rustici, con interessanti esempi di architettura rurale.
- Villa Barcelloni a Limana (XVIII secolo). La villa ha un corpo centrale porticato a pianterreno e affiancato da due barchesse laterali, una culminante con una torre colombaia. Il complesso, inserito un tempo al centro di una vasta campagna, è oggi circondato da una lottizzazione residenziale che ha profondamente trasformato l'aspetto del paesaggio agrario. Costruita dai nobili Barcelloni, passò poi di proprietà alle famiglie Mori, De Mori e Consorti[10]. Durante la prima guerra mondiale l'intero complesso fu abbandonato e devastato dai successivi frazionamenti. Nel cortile, circondato un tempo da mura di cinta merlate (fonte disegno di Osvaldo Monti, 1870) sorgeva la chiesa di San Nicola. L'edificio fu fortemente danneggiato dal terremoto del 1936 e poi demolito[15]. Le fondazioni sono ancora visibili a sinistra dell'accesso occidentale al cortile della villa.
- Villa Sacello-Zadra a Centore (XVIII secolo). Il complesso fu costruito dalla famiglia dei Sacello, la cui proprietà passo poi alla famiglia Zadra (attuale proprietaria). La villa è costruita sulla sommità di una collinetta ed è articolata in due prospetti principali, quello a settentrione e quello a meridione. All'interno sono conservati ancora oggi arredi e decorazioni originarie. Tutt'attorno si sviluppa il nucleo rurale con i grandi edifici per le attività agricole. Vi è anche una piccola cappella a forma ottagonale dedicata a Santa Lucia, dove è conservato un antico altare ligneo.
- Villa Tasso a Triches (XVIII secolo). Questa villa fu costruita da un'ignota famiglia e successivamente passò ai Tasso, ai Borgo e infine ai Longana. L'edificio ha un aspetto particolare poiché composto da una volume cubico e compatto. Sulla copertura si apre un timpano.
- Villa Piloni-Castello a Villa di Limana (XVIII secolo). La villa costruita dai Piloni, passò poi agli Alpago, ai Doglioni Dal Mas e infine ai Castello (attuali proprietari). Il complesso degli edifici è composto dal corpo centrale, un'ala rustica e una scuderia che racchiudono un giardino chiuso verso l'esterno da un muro di cinta. L'interno conserva mobili antichi, due tele settecentesche e alcune sculture di Andrea Brustolon.

Altre ville da citare sono: Villa Sacello a Col di Mezzo (XVIII secolo), Palazzo Trois a Pieve di Limana (XVIII secolo), Villa Crocecalle a Navasa (XVI secolo), Palazzo Pagani-Cesa a Limana.

## Società

### Evoluzione demografica
Abitanti censiti

Il comune negli ultimi vent'anni ha subito un forte incremento della popolazione, trend in controtendenza rispetto al resto della Provincia, dovuto alla crescente lottizzazione del fondovalle e la prossimità al centro di Belluno.

## Cultura

### Letteratura
Il territorio di Limana ha ispirato lo scrittore Dino Buzzati per l'opera I miracoli di Valmorel.
Madonna Parè, santuario limanese, è il titolo di un romanzo scritto da Giosuè Fagherazzi nel 1950.

### Musica
A Limana è dedicata la canzone Limana sei tu del cantautore Giorgio Fornasier.

### Eventi
- Trofeo "Pacem in terris", realizzazione artigianale e allegorica di presepi da parte di ogni frazione del comune (periodo natalizio). Organizzato dalla Parrocchia.
- Sagra di San Valentino (febbraio). Storica festa patronale, oggi organizzata da Pro Loco, Comune e Parrocchia.
- Corinfesta (maggio). Iniziativa organizzata dal Coro Arcobaleno.
- Mercoledì sotto le stelle (luglio)
- Valmorel sotto le stelle (luglio)
- Magnalonga (luglio)
- Sagra di Ferragosto (agosto). Organizzata dalla Pro Loco in collaborazione con i gruppi di volontariato.
- "Limana Paese del miele" (metà ottobre).

## Geografia antropica

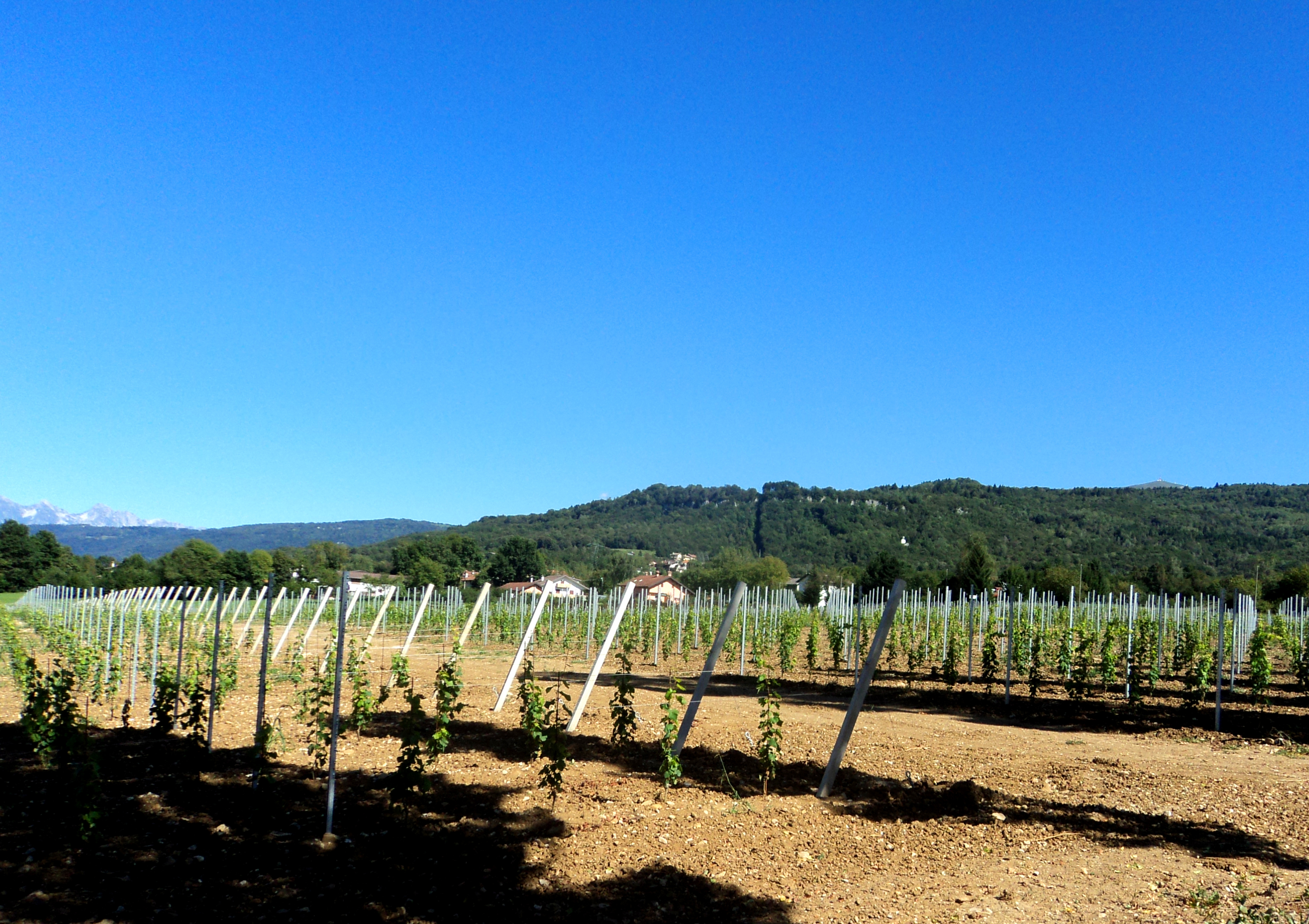
Paesaggio sulle prealpi, tra i vigneti

### Pieve di Limana
Frazione a nord est di Limana, sull'intersezione tra il torrente Limana e il fiume Piave. Il centro è di antica fondazione: sede di una delle prime pievi della Valbelluna e posto strategicamente lungo la via di collegamento tra le città di Belluno e Feltre e vicino al Piave, allora navigabile. Capoluogo storico della Pievania di Limana e poi del comune italiano fino al 1950, anno in cui la casa comunale venne spostata nella frazione di Dussoi. Nel centro abitato, tra la fine del Quattrocento e l'inizio del Cinquecento, soggiornò Giovanni Pierio Valeriano Bolzanio, importante umanista e teologo, con l'incarico di pievano.
Il nucleo abitato si sviluppa attorno alla piazza Armando Diaz e conserva architetture di valore come: la Pieve di Santa Barbara (già Santa Giustina) di antica fondazione, ma testimoniata a partire dal XVI secolo; Palazzo Trois del XVIII secolo, probabile antica sede del comune rurale; Palazzo dei Canonici del XVIII secolo e poco distante la piccola cappella del Rosario, risalente a prima del XVIII secolo. Patrona è Santa Barbara.

### Cesa
Il paese è sorto lungo la riva del fiume Piave come sede di un antico porto fluviale. Al centro del borgo vi è la piazza Matteo Cesa dove sorge la chiesa di San Pietro Apostolo, poco distante inizia il lungo viale chiamato la Carpenada che porta all'ingresso della Villa Piloni del XVIII secolo. Nella nobile dimore nacque nel 1425 il pittore Matteo Cesa. Nel paese sorgeva la chiesa di San Giorgio, demolita nel 1950. L'origine del nome è derivabile dal latino "caesa", ovvero di siepi di alberi, termine inoltre simile al locale "zesa". Patrono è San Pietro Apostolo.

### Giaón
Popoloso centro ai piedi delle Prealpi. Nella borgata Villanova sorge la chiesa dei Santi Filippo e Giacomo dove, poco distante, ha inizio la Via Crucis del XIX secolo che sale fino al santuario di Madonna Parè. All'inizio della salita sorge l'antico sacello del Cristo coronato di spine, fortemente danneggiato durante la ritirata tedesca del 1945. Lungo la Cal de Sant'Antoni, sorge il Palazzo dei Cancian, una nobile dimora dove sorgeva nei pressi anche la chiesa del Carmine, oggi scomparsa. Patroni sono i Santi Filippo e Giacomo. L'etimologia del nome Giaón deriva dal preromano "cava" con il suffisso in "-one", traducibile oggi in solco di detriti (nel dialetto locale "giaròn").

### Trichés
Il paese si posiziona in fondo alla piana delle Muiere sopra il torrente Limana e il rio Foran. A dominare la parte bassa della frazione vi è la settecentesca villa Tasso. Al centro del paese sorge la chiesa di San Bartolomeo (tardo XVI secolo) dove negli anni '70 del Novecento è venuto alla luce un ciclo di affreschi cinquecenteschi. L'altare è opera dello scultore Franco Fiabane. All'ingresso settentrionale del paese, inglobato nell'angolata di un edificio, sorge l'antico Sacello dei Santi Antonio, Lucia e della Madonna Immacolata. Patrono è San Bartolomeo.

### Polentés
Centro a cavallo del torrente Federana. Nella località Calcine sorge il santuario di San Zenone al bosco. Nella parte più antica si possono vedere i ruderi della vecchia chiesa dei Santi Vittore e Corona e San Rocco, mentre l'attuale costruzione sacra è stata realizzata negli anni settanta del XX secolo. Da statuto comunale ricade in questa frazione anche la borgata di Ricomes (etimologia: dal longobardo ricomago, campo del re) che conserva la chiesa di Sant'Antonio Abate.
Durante la prima guerra mondiale, Polentes è stato teatro di una battaglia tra italiani e tedeschi; in questa lotta si distinse il tenente di complemento Ilario Pavan, che eroicamente riuscì a sbaragliare il nemico e a catturare un intero battaglione.
Nei pressi della frazione si trova inoltre una falesia di arrampicata con vie di vario grado.
Patroni sono i Santi Vittore, Corona e Rocco.

### Valmorèl

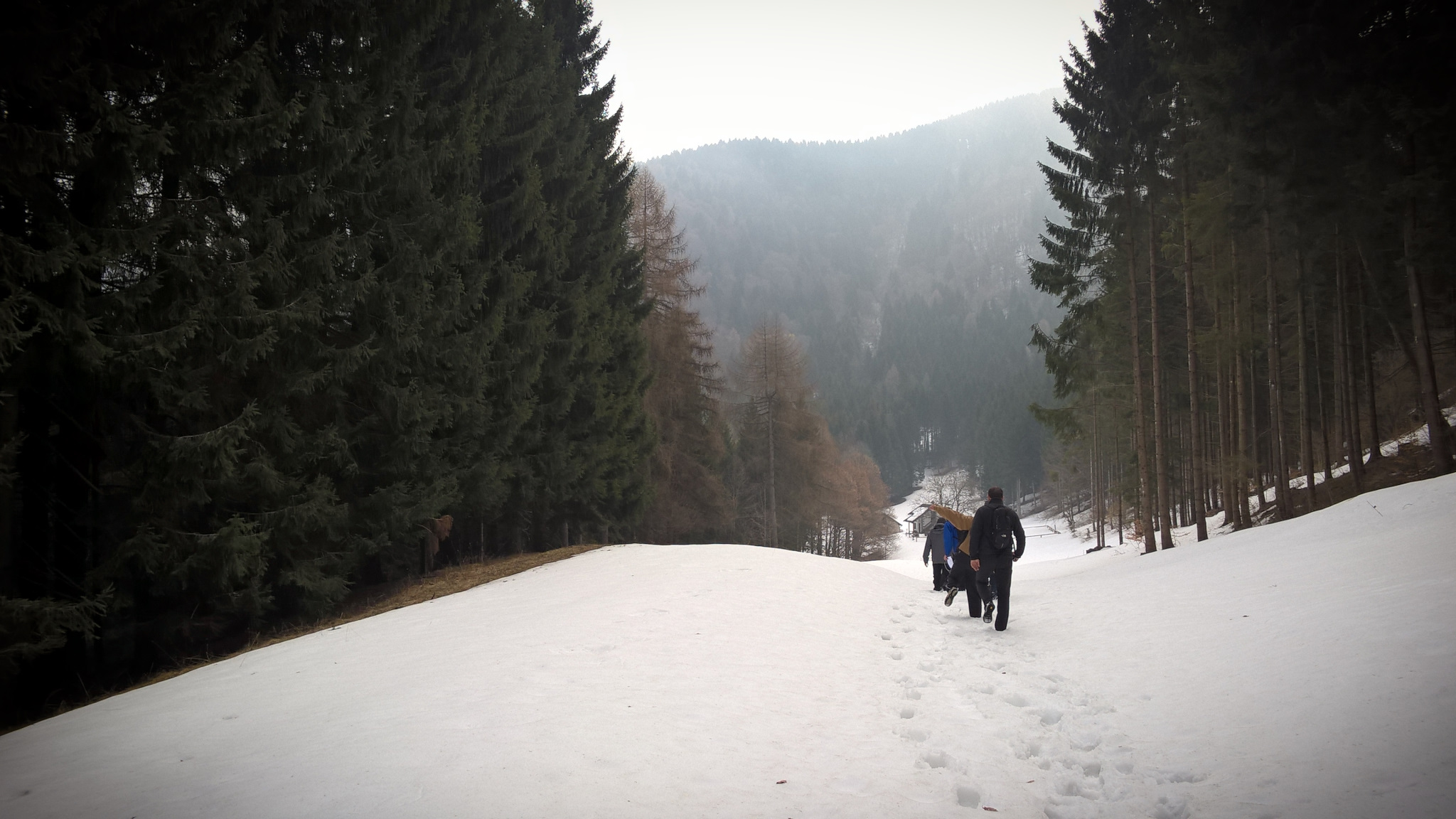
Paesaggio innevato

Frazione più meridionale del comune, sorge a 792 m nelle Prealpi Bellunesi. La frazione è composta, oltre all'omonimo nucleo anche da un insieme di località abitate diffuse: Peden, Prà de Tremes, Tibolla, I Bosch, Pizzera, Pian di Noghera, Monte e Galat. Il centro di Valmorel è posto su una sella tra l'altopiano della Valpiana a sud e le pendici del Monte Pezza (1 468 m) e del Col delle Poiatte (1 341 m). A Valmorel si scende a est sulla Valtibolla (torrente Cicogna) e a ovest sul Canal di Limana (torrente Limana). Valmorel dista circa 10 km dal capoluogo. La zona è caratterizzata da grandi superfici a pascolo, boschi e ancora qualche area coltivata. Vi sono numerose aziende agricole, specialmente quelle lattiereo-casearie. Quest'ultima attività è dimostrata anche dalla presenza di una delle poche latterie turnarie ancora presenti nella Valbelluna.
Nel grande piazzale al centro della paese sorge l'ottocentesca chiesa di Sant'Antonio da Padova che conserva una statua lignea della scuola di Ortisei. Altro luogo di culto è la chiesa di San Giovanni Battista in Valtibolla che conserva una fonte battesimale del XV secolo e dove negli anni '70 del Novecento furono rinvenuti i resti di una sepoltura medievale.
Durante la seconda guerra mondiale il paese, per il suo isolamento, è stato luogo di attività partigiane: numerose vicende di rappresaglia manifestate con rastrellamenti, scontri a fuoco ed esecuzioni. Il paese venne dato alle fiamme più volte. Tutti i suoi caduti sono ricordati con un monumento nella piazza del paese.
Il paese è noto per l'opera letteraria di Dino Buzzati intitolata I miracoli di Val Morel. Lo scrittore amava recarsi in questi posti dove passava il tempo a meditare e a scrivere le sue opere.
(Dino Buzzati)
La frazione comprende anche le località abitate di:
Laste, conserva un antico sacello del XVII-XVIII secolo dedicato a Santa Caterina d'Alessandria o secondo altre fonti a Santa Rita da Cascia; poco distante sorge un'altra edicola dedicata a Sant'Antonio da Padova.
Navenze, sorge tra i 600 e i 650 metri d'altitudine, lungo la gola del torrente Limana che esce dal Canal di Limana. Il paese è soggetto a numerosi smottamenti uno di questi attivo da più di cent'anni. Patrono è San Luigi.
Cros, è posto ai piedi del monte Croce a circa 670 metri d'altitudine, al di sotto della Valpiana. È posto in posizione panoramica su tutta la Valbelluna.

### Centore-Malvés
Centore e Malves sono due piccoli abitati contigui, posti in una zona collinare a sud del capoluogo. Nel piccolo borgo di Centore sorge la settecentesca villa Sacello ora Zadra. Un maestoso e ben conservato complesso di villa veneta. Poco distante la piccola chiesetta di Santa Lucia.
Etimologia: dal romano "centuria", unità di misura territoriale. Patrona è Santa Lucia.

### Navasa
La frazione di Navasa sorge in un pianoro nei pressi della confluenza del torrente Levedin nel Cicogna. Il borgo rurale conserva l'impianto urbano tipico dei colmelli a cortili chiusi. Nel nucleo antico del paese sorge quello che resta del complesso cinquecentesco del Palazzo dei Crocecalle; oggi fortemente alterato e in parte distrutto. A sud del piccolo centro sorge la chiesa di San Martino di Tours, con murata una lapide funebre del Cavaliere Francesco Maria Colle appartenente alla corona ferrea e grande storico dell'Università di Padova.
Originarie di questo paese sono le famiglie nobili dei Cicogna e Navasa, delle quali sono noti Marco Cicogna che partecipò alla battaglia di Lepanto e Giusto Navasa Varotti.
La frazione, amministrativamente, comprende anche la località di Coi: un insieme di piccole borgate rurali distribuite, come richiama il nome, lungo una zona collinare. Tra queste borgate sorge la Casa Frigimelica, una dimora estiva nobiliare, oggi in stato di abbandono e fortemente compromessa. Nei pressi vi sorgeva la Chiesa della Trinità detta anche di San Lazzaro, oggi scomparsa.

### Canè
Paese posto nella zona collinare occidentale del comune, vicino alle sponde del torrente Limana. Testimonianza dell'antichità del luogo è un'urna funeraria romana, in pietra calcarea bianca databile al I secolo d.C., oggi murata nella chiesa di San Biagio (risalente al XV secolo, ricostruita nel IX secolo). L'iscrizione riporta il ricordo di Marco Giunio Massimo iscritto alla tribù Papiria di Belluno; sepolto in questo luogo. In località Col di Mezzo è stata costruita nel XVIII secolo la Villa Sacello-Colle. Patrono è San Biagio.
Etimologia: dal latino "canetum", traducibile in canneto.

### Villa di Limana - Quartiere Europa
Queste due frazioni compongono un'unica area urbana. Il primo centro, chiamato anticamente Villa Prima, è una storica borgata rurale; il secondo, noto anche come Mandron, è sorto a partire dagli anni '80 del Novecento. Nei pressi di quest'ultimo abitato sorge la settecentesca villa Piloni-Castello e poco distante vi si trovava la cappella di Santa Margherita, oggi scomparsa. L'originario borgo di Villa è oggi diviso dalla strada provinciale 1 "della Sinistra Piave", a est di essa rimane la contrada di Mel di Limana con la chiesa di San Michele Arcangelo, patrono del paese. A Villa ha sede l'Apidolomiti, l'associazione/cooperativa dei produttori del Miele delle Dolomiti Bellunesi IGP.

### Ceresera
È una frazione a sud-est del comune; posta lungo la Valtibolla, a mezzacosta, direttamente di fronte al paese di Cirvoi. Il paese è composto da insediamenti sparsi: dal più basso (Col Fornel) sulle rive del Cicogna al più alto (Villa San Mamante) a 520 m s.l.m. Nel paese sorgeva l'antica chiesa di San Mamante de Busche distrutta poi nel corso del XIX secolo; in seguito nello stesso posto venne costruito un sacello. Patrono è San Mamante. Nella zona di Ceresera vi è anche presente una delle più suggestive falesie di arrampicata della zona.

## Amministrazione
| Periodo        | Periodo        | Primo cittadino | Partito                    | Carica  | Note |
| -------------- | -------------- | --------------- | -------------------------- | ------- | ---- |
| 26 maggio 2014 | 27 maggio 2019 | Milena De Zanet | Lista civica Oltre Limana  | sindaco |      |
| 27 maggio 2019 | 10 giugno 2024 | Milena De Zanet | Lista civica Oltre Limana  | sindaco |      |
| 10 giugno 2024 | in carica      | Michele Talo    | Lista civica Limana futura | sindaco |      |

### Gemellaggi
Dal 1971 il comune è gemellato con:
- Longuyon
- Schmitshausen
- Walferdange

Dal 2005 intrattiene un patto d'amicizia con:
- Grass Valley

## Galleria d'immagini

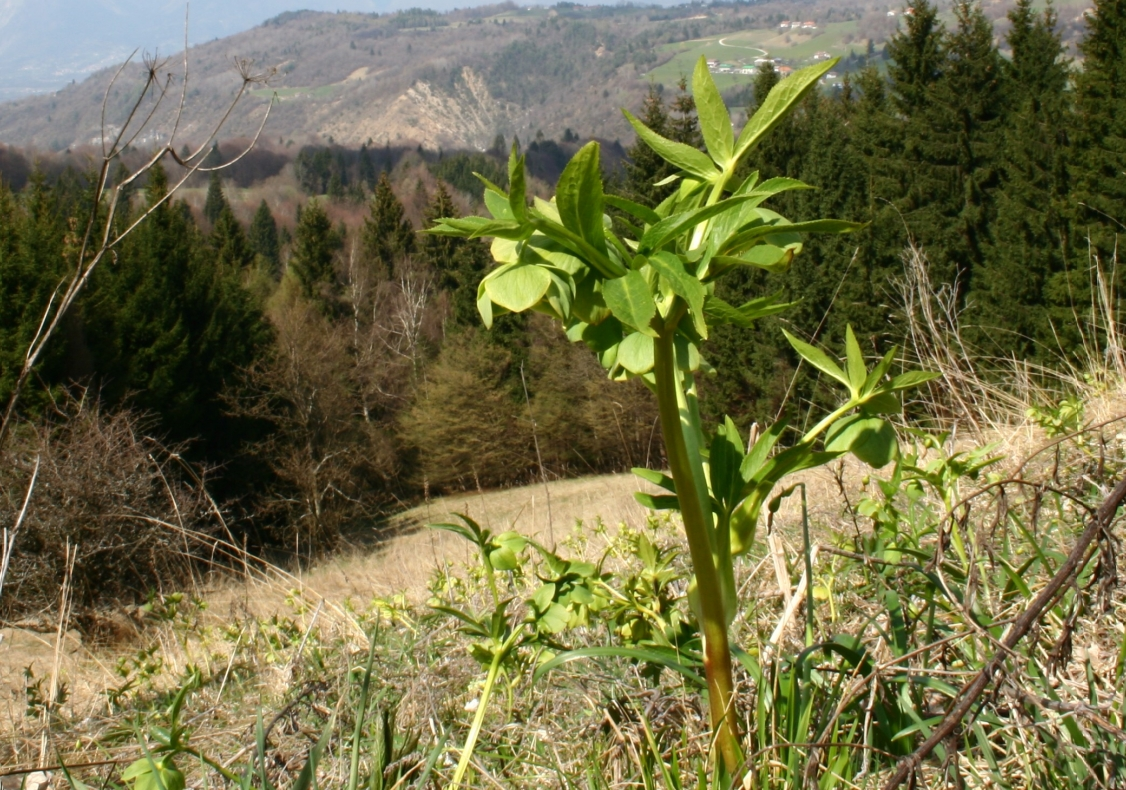
Paesaggio del Canal di Limana
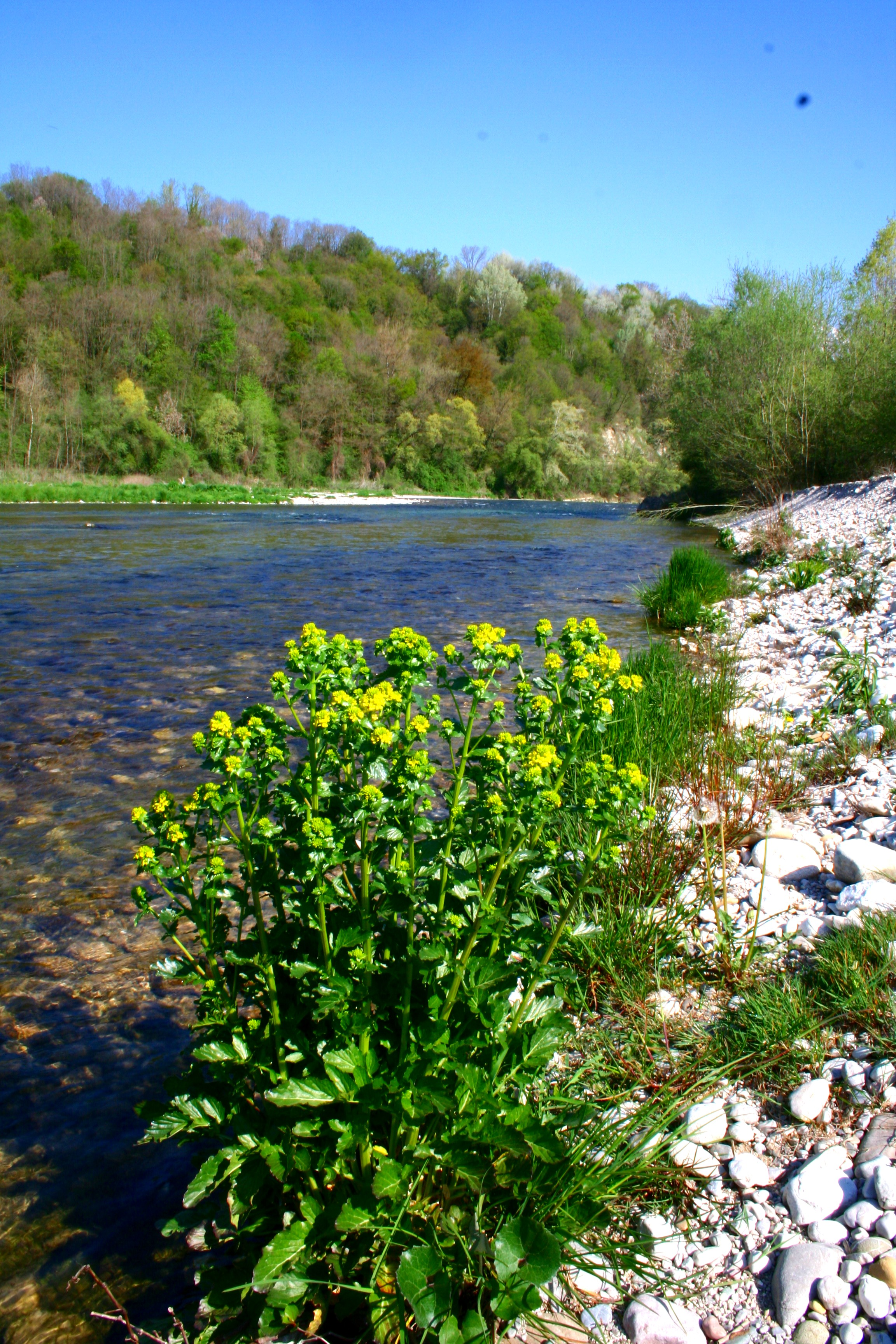
Il Piave a Praloran
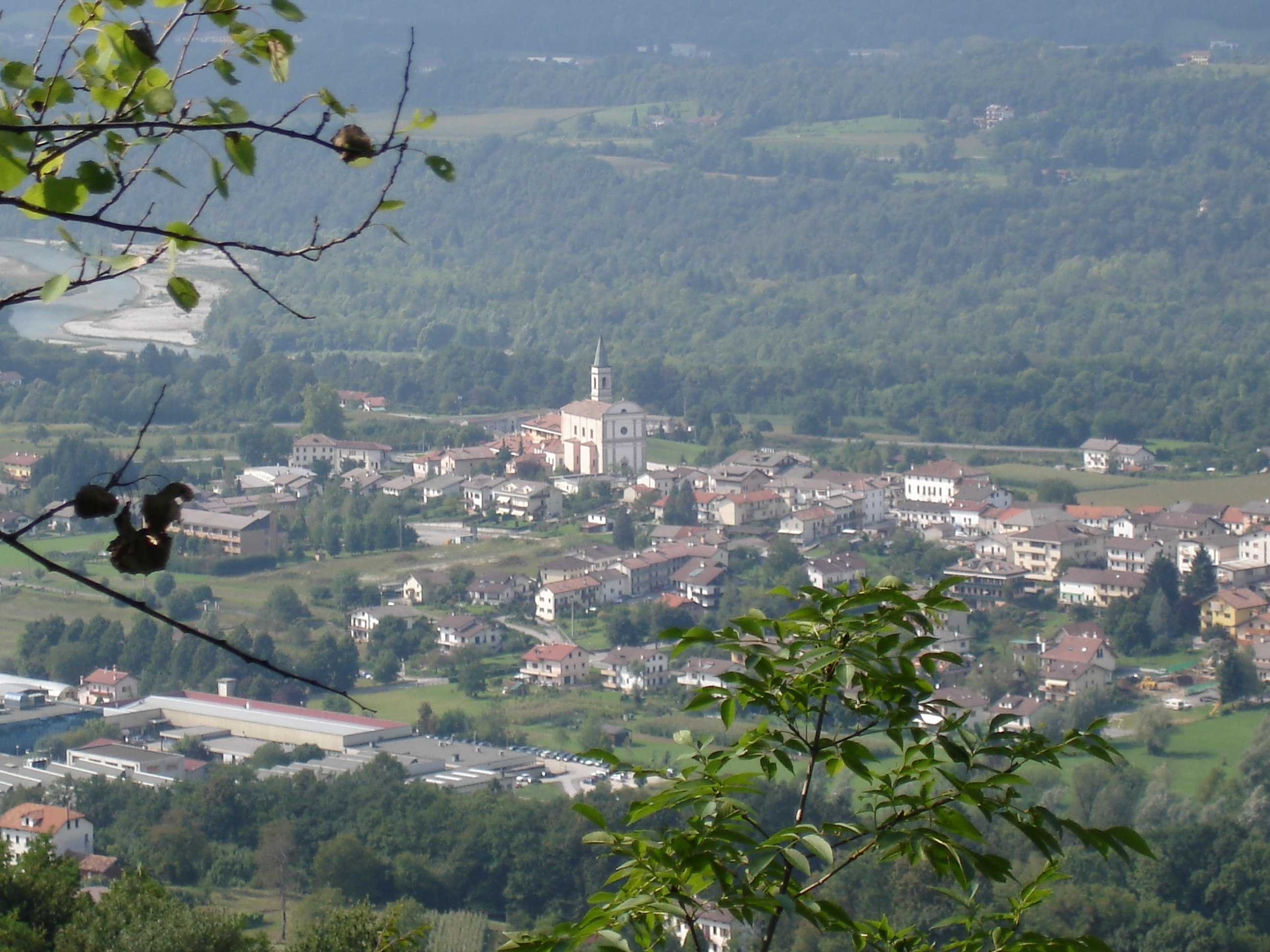
Panorama
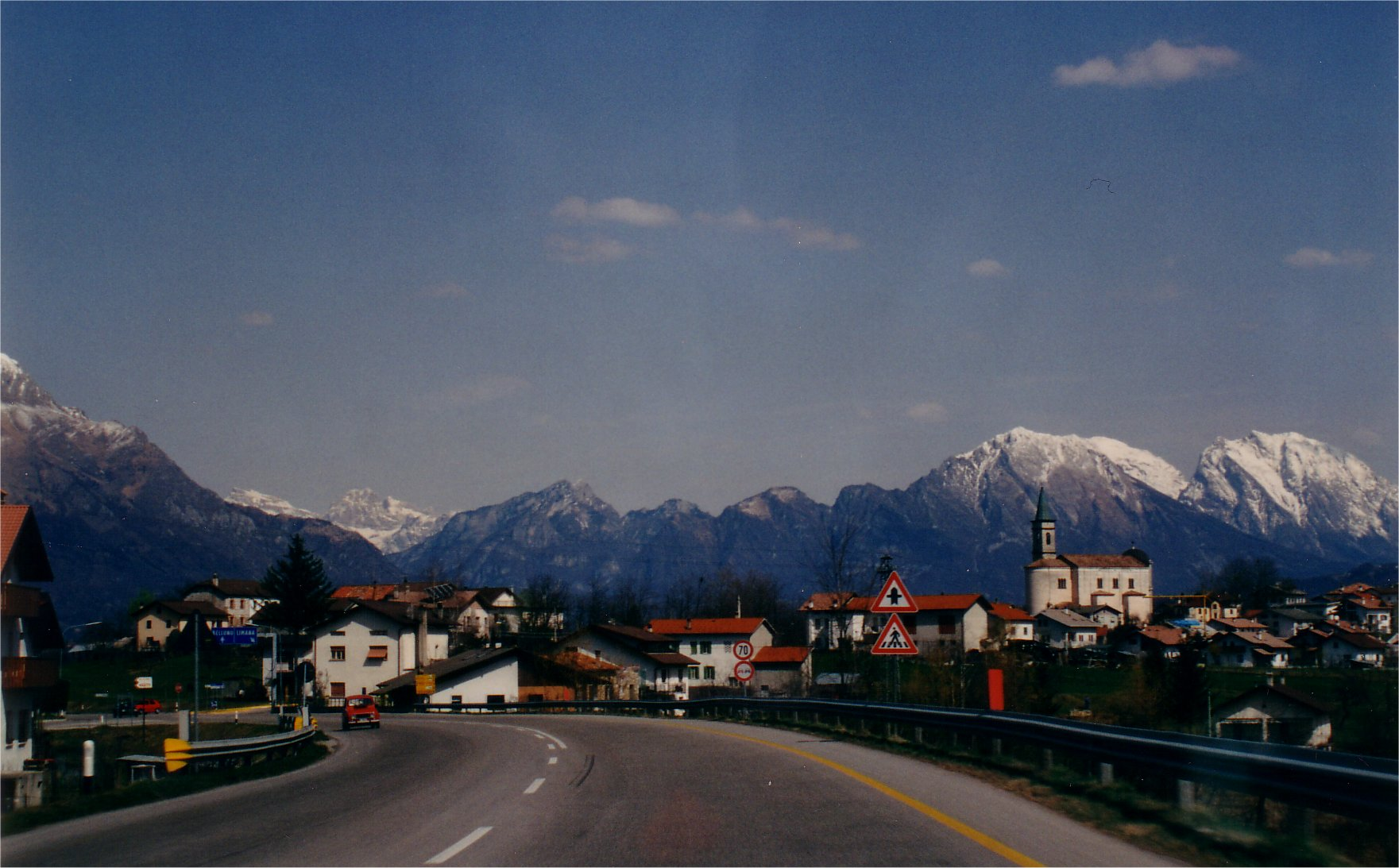
Veduta del paese da Villa (anni ottanta)
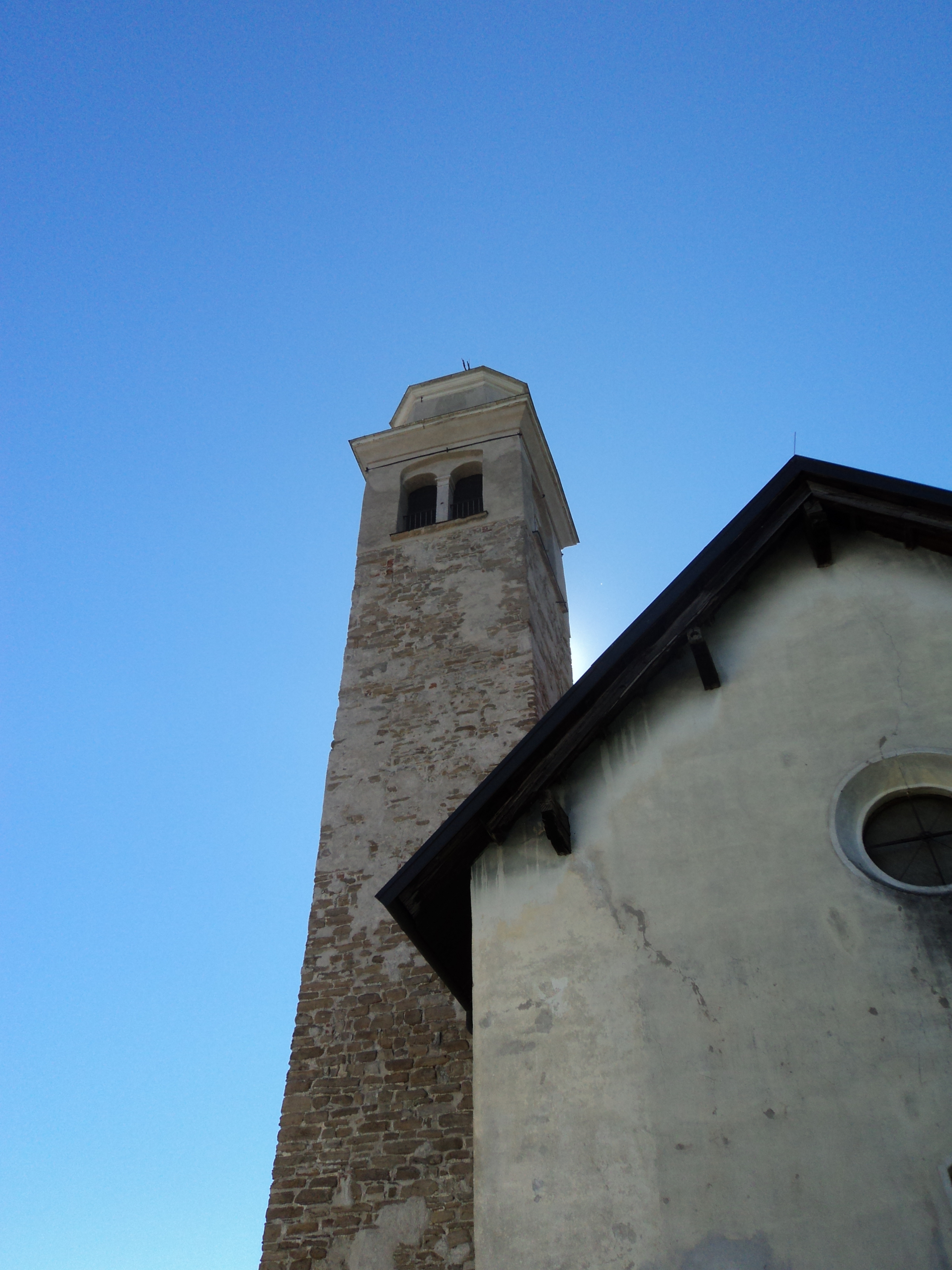
Il campanile della chiesa di Santa Barbara a Pieve
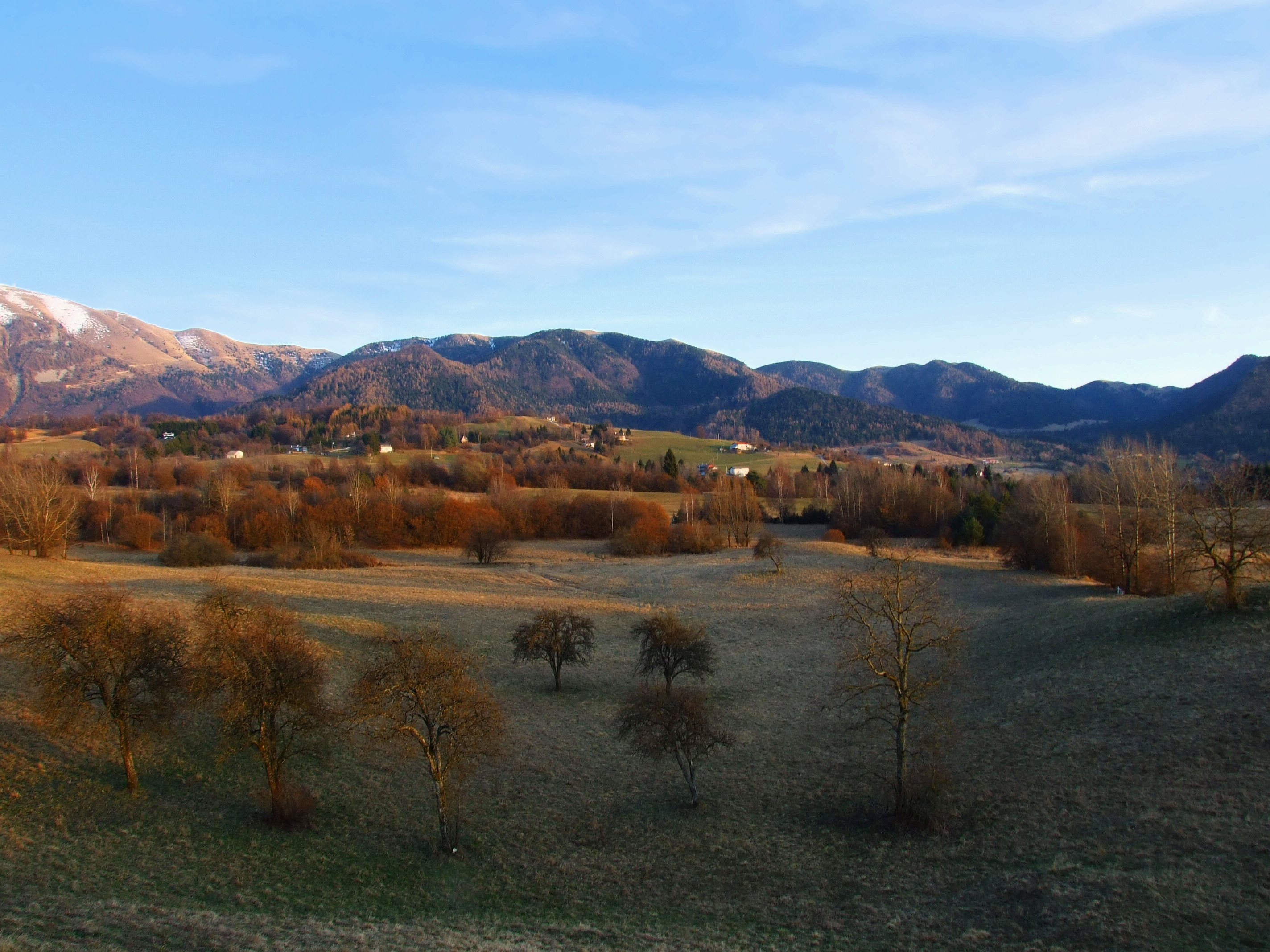
Paesaggio della Valpiana
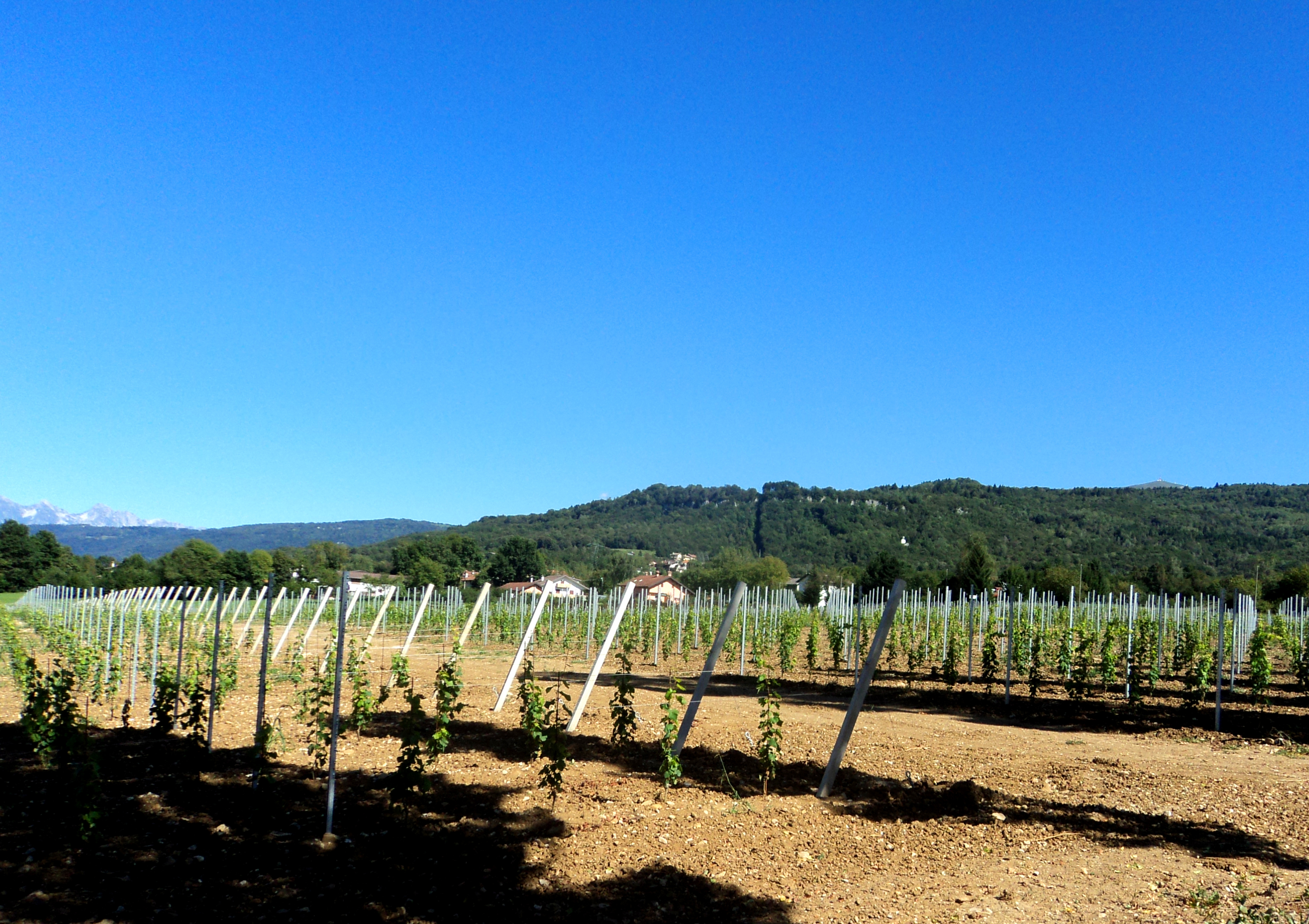
Vigneti a Centore
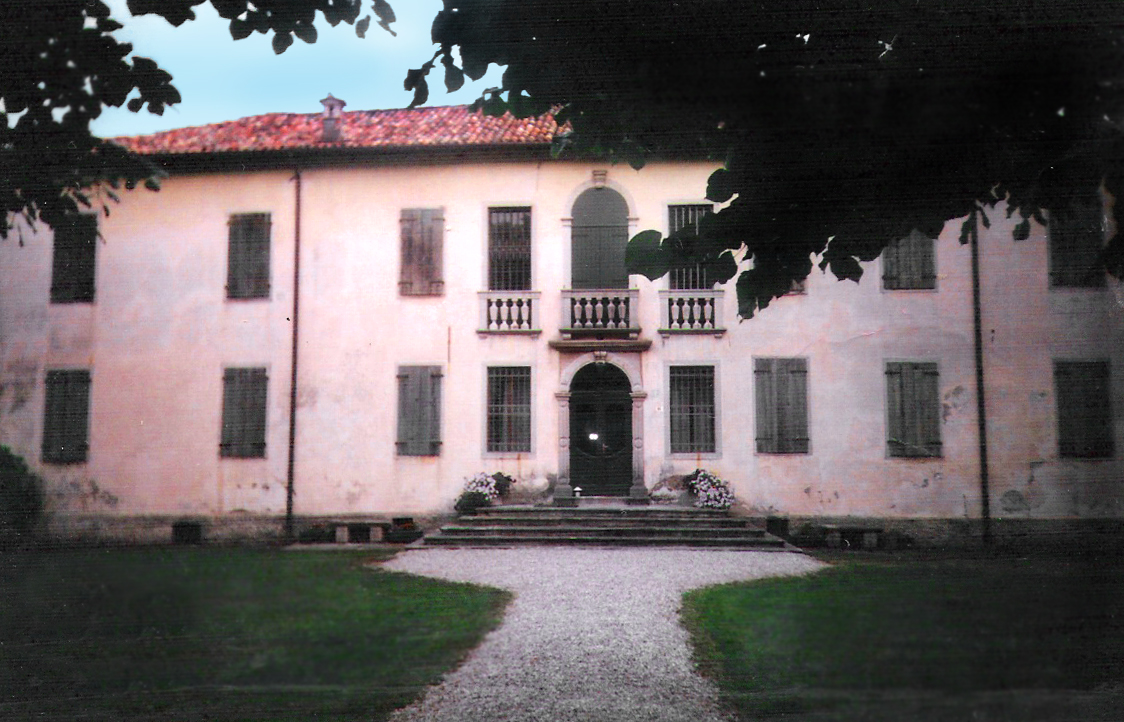
Villa Piloni-Castello
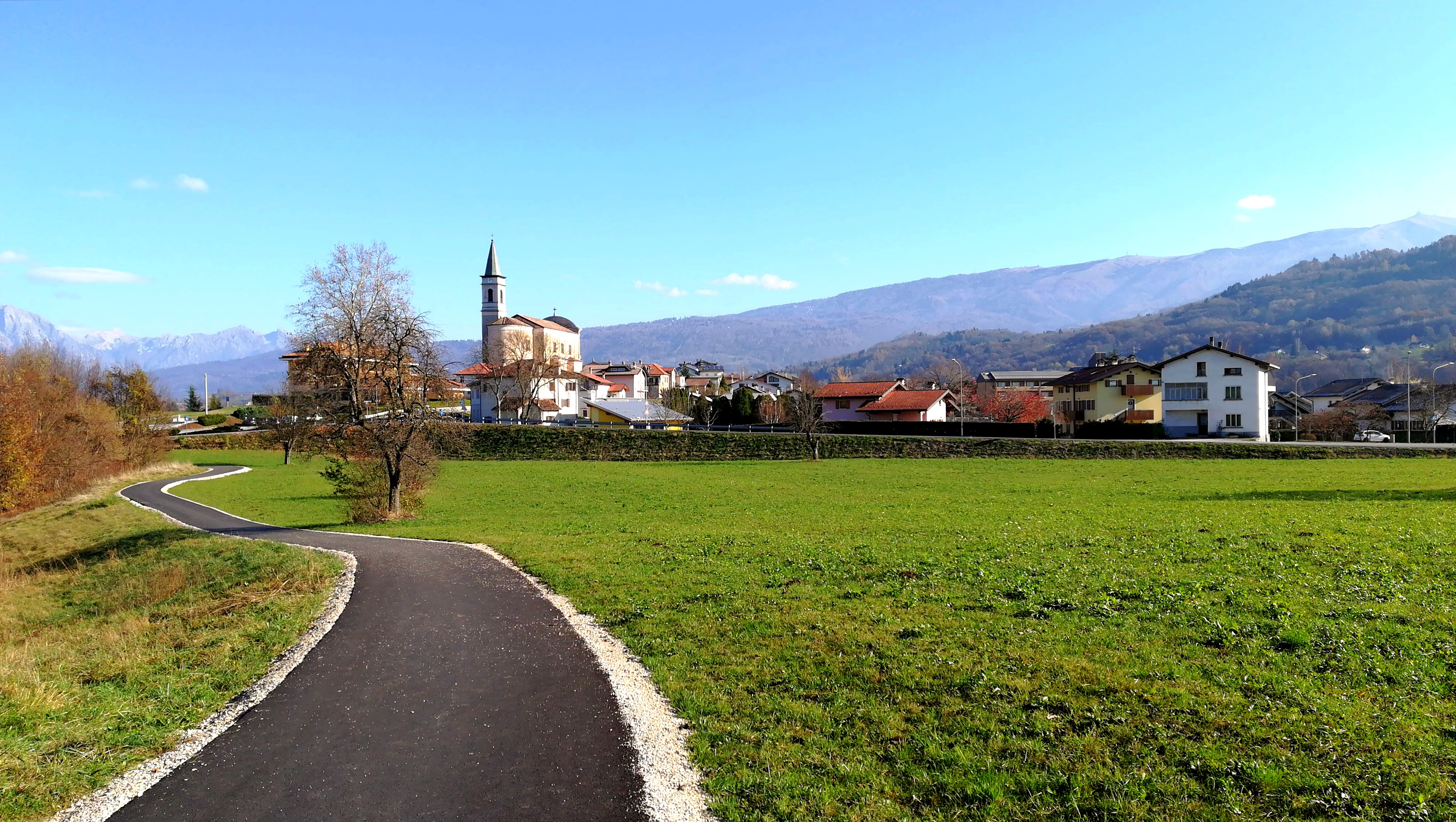